# IOK-1
IOK-1 è una delle galassie più distanti, nonché la più vecchia conosciuta: la distanza percorsa dalla sua luce sarebbe sui 12,88 miliardi di anni luce, dunque è visibile a noi come appariva 12,88 miliardi di anni fa. Fu scoperta da Masanori Iye nell'aprile del 2006 al National Astronomical Observatory of Japan, usando il telescopio Subaru delle isole Hawaii. La sua emissione di radiazioni Lyman alfa ha un redshift di 6,96, corrispondente ad appena 750 milioni di anni dopo il Big Bang. Mentre alcuni scienziati hanno individuato altre galassie che potrebbero essere più vecchie (come Abell 1835 IR1916), l'età e la composizione di IOK-1 è stata ben determinata.